# IC 2565
IC 2565 — галактика типу S0 (спіральна галактика) у сузір'ї Малий Лев.
Цей об'єкт міститься в оригінальній редакції індексного каталогу.